# 文山里 (南屯區)
文山里，是臺灣臺中市南屯區所轄的一里。

## 地理
地處南屯區西北側， 東以筏子溪與新生里相望、西毗鄰龍井區、南以七星坑為界與春社里相鄰、北以文山十街與寶山里接壤。

## 設施

### 學校
- 文山國小
- 文山國中 (興建中)

### 公園
- 文山公園

### 工業區
- 臺中市精密機械科技創新園區